# Río Rubens
Río Rubens är ett vattendrag i Argentina, på gränsen till Chile. Det ligger i den södra delen av landet, 2 200 km sydväst om huvudstaden Buenos Aires.
Trakten runt Río Rubens består i huvudsak av gräsmarker. Runt Río Rubens är det mycket glesbefolkat, med 3 invånare per kvadratkilometer.